# Observatorio Venezolano de Violencia
El Observatorio Venezolano de Violencia (OVV) es una organización no gubernamental venezolana creada a comienzos del año 2005 con el propósito de monitorear el fenómeno de la violencia y la inseguridad en Venezuela y la percepción que de la misma tiene la sociedad venezolana.

## Historia
A comienzos del año 2005, el Laboratorio de Ciencias Sociales de Venezuela (LACSO) se propuso construir un Observatorio de Violencia con el fin de obtener información precisa sobre el fenómeno de la victimización y la percepción de inseguridad en Venezuela, dadas las restricciones que para el momento había para periodistas y académicos, en el acceso a la estadística oficial de «casos conocidos» de violencia registrados por la policía. El diseño y funcionamiento del OVV tuvo sus inicios en cuatro de las principales ciudades del país: Caracas, Maracaibo, San Cristóbal y Cumaná , estableciendo alianzas con universidades nacionales para estructurar observatorios regionales. Posteriormente,  bajo la coordinación general del LACSO en Caracas se estructuraron cinco observatorios regionales:
- Región capital, con investigadores de la Universidad Central de Venezuela
- Sucre, bajo la coordinación de la dirección de cultura de la Universidad de Oriente, Cumaná
- Táchira, en la Universidad Católica del Táchira, San Cristóbal
- Bolívar, en la Universidad Católica Andrés Bello
- Lara, en la Universidad Centroccidental Lisandro Alvarado de Barquisimeto

## Análisis
De acuerdo con las investigaciones del OVV,  la inseguridad y la violencia en Venezuela está caracterizada por:
- Ausencia de una política de Estado dirigida al control y prevención de la delincuencia.
- Visión reactiva y desarticulada de los planes y programas en materia de seguridad ciudadana.
- Descoordinación entre los entes involucrados y desmejoramiento de las policías regionales y municipales en materia de seguridad ciudadana.[1]

Para el año 2009, según la ONG, el 90 % de las víctimas de los crímenes en Caracas eran hombres. De ese porcentaje, las edades de 65 % se establecían entre 17 y 32 años y la mayoría de los victimarios también eran hombres menores de edad. Cada semana se registraba al menos 800 delitos en la ciudad, de los cuales se producían aproximadamente nueve homicidios por día en el área metropolitana. De la misma manera, el robo, el hurto de vehículos y los secuestros, tanto exprés como tradicionales también habían aumentado en comparación al mismo periodo del año anterior.
Para 2013, el Observatorio afirmó que en Caracas hubo 79 muertes por cada 100 000 habitantes, casi 25 000 venezolanos muertos por violencia en un año, y que para 2016 esta cifra subió a 91.8 homicidios por cada 100 mil habitantes.